# Lammaspää
Lammaspää är en kulle i Finland. Den ligger i Enare i landskapet Lappland, i den norra delen av landet, 1 000 km norr om huvudstaden Helsingfors. Toppen på Lammaspää är 341 meter över havet. Lammaspää ligger vid sjön Kuivajärvi.
Terrängen runt Lammaspää är platt österut, men västerut är den kuperad.  Trakten runt Lammaspää är nära nog obefolkad, med mindre än två invånare per kvadratkilometer. Omgivningarna runt Lammaspää är i huvudsak ett öppet busklandskap.